# Strahinja Janjić
Strahinja P. Janjić (* 13. April 1906 in Klenje bei Bogatić, Königreich Serbien; † nach 1964 in Hamilton (Ontario), Kanada) war ein königlich-jugoslawischer Armeeoffizier, Mitglied der faschistischen serbischen ZBOR-Partei und Agent der Geheimen Staatspolizei (Gestapo) des nationalsozialistischen Deutschlands. Janjić stellte die sogenannte „Serbische Gestapo“ (serbisch Српски Гестапо Srpski Gestapo) auf, eine kleine serbische Einheit des Sicherheitsdienstes des Reichsführers SS die im Militärverwaltungsgebiet Serbien operierte.

## Leben
Als Mitglied der faschistischen serbischen ZBOR-Partei im Königreich Jugoslawien war Janjić Sekretär des Premierministers des Königreich Jugoslawien Dragiša Cvetković (1939–1941) und nutzte seine Stellung zur Verbreitung nationalsozialistischer Propaganda. Während des jugoslawischen Staatsstreich im März 1941 floh Janjić aus Belgrad. Nach dem darauffolgenden Balkanfeldzug und der Besetzung Jugoslawiens durch die Wehrmacht wurde Janjić kurzzeitig Beamter der serbischen Kollaborationsregierung von Ministerpräsident Milan Aćimović (1898–1945). Janjić bot seine Dienste der Belgrader Spezialpolizei an, wurde jedoch abgelehnt. Danach stellte Janjić eine Einheit von etwa einhundert Mann auf, um bei Kragujevac gegen Tito-Partisanen zu kämpfen. Janjić trat als Freiwilliger der 5. Kompanie des Serbischen Freiwilligen-Kommandos unter Marisav Petrović (1896–1974) bei, kurz bevor sich die Einheit im Oktober 1941 an dem Massaker von Kraljevo und Kragujevac beteiligte. Dabei wurde auch die Gestapo auf Janjić aufmerksam. Petrović setzte Janjić nach dem Massaker als Vorsitzenden der Bezirksverwaltung Kragujevac ein.
Der Befehlshaber der Sicherheitspolizei und des SD Emanuel Schäfer bestimmte Janjić zum Führer der Mitte des Jahres 1942 gebildeten serbischen Gestapo. Im April 1943 lösten die Deutschen die serbische Gestapo auf und brachten Janjić nach Deutschland. 1945 war er in Oranienburg, bis die amerikanischen Truppen einmarschierten. Nach Kriegsende emigrierte Janjić nach Kanada.

## Familie
Janjić war verheiratet und hatte einen Sohn.